# 妖怪ウォッチ4 ぼくらは同じ空を見上げている
『妖怪ウォッチ4 ぼくらは同じ空を見上げている』（ようかいウォッチフォー ぼくらはおなじそらをみあげている）（以下『4ぼく空』）は、レベルファイブより2019年6月20日に発売されたNintendo Switch向けゲームソフト。
後にNintendo SwitchおよびPlayStation 4（PS4）向けに同年12月5日に発売されたマイナーチェンジ版『妖怪ウォッチ4++（ようかいウォッチフォーぷらぷら）』（以下『4++』）についても記載する。

## 概要
これまでのシリーズと同じ現代のさくらニュータウン、劇場版『映画 妖怪ウォッチ シャドウサイド 鬼王の復活』およびテレビアニメ『妖怪ウォッチ シャドウサイド』の舞台である30年後のさくら元町、劇場版『FOREVER FRIENDS』の舞台である60年前の世界、エンマ大王が治める妖魔界を行き来する。ストーリーは『鬼王の復活』『FOREVER FRIENDS』の後日譚という形で『シャドウサイド』をベースに、それぞれの世界のキャラクターが介入したゲーム版独自の展開となっている。
複数バージョン発売はなくなり、第1作同様の1バージョンのみに戻った。本作より初めてプラットフォームをNintendo Switchに変更し、グラフィックもフル3Dでより精細に描写されるようになった。また妖怪とのバトルシステムや「ともだち」になる方法も大きく変更された。
前作と同様、追加更新データのダウンロードにより新たな妖怪やマップが随時追加され、2019年12月5日配信の有償アップデート「4→4++アップグレードパック」購入によって、後述の『妖怪ウォッチ4++』と同等の内容になる。
当初は『妖怪ウォッチ4』のタイトルで2018年冬発売予定とされたが2019年春へと変更、その後正式タイトル発表を経て6月6日発売予定と発表したが6月20日へと変更となった。
ver.2.1.0アップデートより日本語・中国語（簡体字・繁体字）との言語切り替えが可能。なお前作まで発売されていた北米・欧州向けは未発売。

## ストーリー
ーある夏の暑い日ー
ケータ達一行はウィスパーからの誘いを受けてジバニャンと3人で「レアもののウォッチ」を手にしようとおおもり山でガシャを引くことにした。すると、その近くでトラブルが起こっていることに気づいて駆けつけてみると、そこにはいつも見ていた姿とは似つかない妖怪「ひも爺」がいた。倒して扉の先に進んでみると、その道が閉ざされた代わりに、自身の娘を名乗る少女を含む3人の中学生と、倒した妖怪らに似た姿の妖怪達と出会う。話を進めていくと、彼らの名はナツメ、トウマ、アキノリと言い、ここは30年後の未来だと告げられる。その「未来」と「現代」の行き来が出来るように共に模索するのだが…。
一方、夜間に家の前で吠える犬が気になって玄関から外に出たフミカことフミちゃんであったが、その吠える犬が青白く光っていることに気づく。その犬に興味を持ったフミちゃんが犬を追いかけていくと、たどり着いたのはおおもり神社であった。フミちゃんはそこで「なんとなく 懐かしいような…」思いをする。

## ゲームシステム
今作では途中で特定の「キークエスト」と情報サイト「うすらぬら」から提供されたクエストがいくつかある。ストーリーやクエストは白い犬の姿をした「ナビワン」が目的地まで案内してくれる（出現のオン・オフが可能）。
ウォッチャー（プレイヤー）は随時チェンジできるようになっており、特定のウォッチャーでなければ解決できないクエストや会話も存在する。セーブはスロット数が1つになり、これまでの強制セーブに加え特定タイミングでのオートセーブが追加された。セーブデータ読み込みの際、通常セーブとオートセーブのどちらのデータを読み込むかを指定できる。

### バトルシステム
フォーメーションは前衛3体・後衛3体の妖怪に加え、人間キャラがウォッチャーとして戦いに参加する方式になる。各キャラにはそれぞれ攻撃技に特徴が有り、妖怪ウォッチで敵から妖力を吸い取り、それを味方に分け与えたり攻撃に利用する。全てのキャラがフィールド上で自由に動くようになった。
また、攻撃等は全て妖怪に任せるオートバトル方式から、スピンオフである「妖怪ウォッチバスターズ」シリーズ同様に一人（ウォッチャーまたは妖怪）は自分で操作する方式に変更された（全てオートバトルに切り替えも可）。それに伴い、各妖怪にはバスターズ同様に属性の他アタッカー・タンク・シューター・ヒーラーの4種の役割が付くようになった。また、妖怪には「好きな人」の概念があり、バトルを重ねていくことで親密度が上昇、ゲージが一杯になるとそのウォッチャーの前では力がアップしたりさぼりにくくなる。
これまでのシリーズと異なり、後衛にまだ戦える戦力が残っていても前衛の3体とウォッチャーが全て倒された時点で戦闘失敗となる（一部の戦闘ではウォッチャーが倒された時点で失敗）。アイテム使用及びキャラ変更時には時間停止「ストップウォッチング」を使用するが、それぞれクールタイムが設けられており、一度使用するとそれぞれ定められた時間が経過するまで使用できない。なお、妖怪やウォッチャーが交替をアピールしてくる場合があり、それに応じてAボタン長押しで交替することも可能。
本作での性格はずぼら・気まま・すなお・まじめの4段階になり、まじめ度の変更はこれまでの本ではなく、ミステリーサークルを発見することで行くことが出来る妖グルサロンで特定アイテムを差し出すことにより変更が可能。前述の好きな人の変更及び人数の追加も出来る。
『3』同様、前衛・後衛に同じ種族の妖怪が3体以上居る場合は、種族ボーナスとしてそれぞれのステータスが上がる。
- ゴーリキ - 腕力が上昇
- オンネン - 妖力が上昇
- オマモリ - 物理守りが上昇

- モノノケ - 妖術守りが上昇
- ツクモノ - 移動スピードが上昇
- ウワノソラ - YP回復速度が上昇

※ミカド、イザナ、鬼、怪魔、真魔にはボーナスが存在しない。

### スキルツリー
本作よりの新要素。各ウォッチにはスキルの概念（心・技・体・妖・友・愛）があり、強化には各自に割り振られるウォッチポイントと呼ばれるポイントを使い自由に割り振って強化することにより、ダメージ軽減や攻撃方法の追加等の効果が得られる。一旦割り振ると取り消しできないが、妖グルサロンで特定アイテムを差し出すことによりリセットして再度振り直すことは可能。

### 魂
本作では、妖怪と「ともだち」になる方法が大幅に変更された。従来通り妖怪ガシャやストーリー中に仲間になるのに加え、バトル中に人間キャラが魂スイトール及び妖怪ガシャで入手した「魂」を使い、妖魔界のガシャランドでの「魂カツ」で性格・ステータスが違う中から「ともだち」になる妖怪を選ぶ。また、この魂を使い妖怪の育成や装備のカスタム・強化も可能。
これに伴い、魂は各妖怪ごとに白・赤・金と分けられるようになり、上位魂への合成及び金魂の種族別魂への変換が出来るようになった。逆に、過去作で出来ていた妖怪の魂化は今回出来なくなっている。

## イベント
前作まで存在した「鬼時間」は除外された。
妖気汚染
前作までの妖怪サーチに代わるもの。フィールド上にて妖怪ウォッチでサーチすると、妖気によって汚染されている箇所が見つかり、妖気を吸い取った上で「ひっぺがし」を行うと妖怪が出現してバトルになったり、アイテムが出現する。今作ではウォッチが反応するレーダー機能はないが、ナビワンの反応でも汚染箇所が分かるようになっている。
ミツマタマーク
通称「隠れミッチー」。ミッチーがフィールド上の至る所に配置したマークを探し出す。見つけた数に応じてミッチーから景品がもらえる。

### 妖怪大相撲
無料アップデートVer1.3で追加。妖獄国技館で行われる大相撲。バトルはほぼ通常のバトルと同じだが、次の点が大きく異なる。
- 格付けは各ウォッチャーごとに付く。その為、一人だけではなく全員を育てておく必要がある。
- 出られるのはウォッチャー及び前衛の三体のみ。また、一部の場所では出場できる妖怪のランク及び種別に制限が掛かる場合がある。
- 相手全員を場外へ吹っ飛ばせば勝ち。逆に味方全員が吹っ飛ばされてしまうと負けとなる。数戦行い、規定勝利数もしくはクリア条件を満たせばクリアとなり相撲経験値とGPにボーナスが加算される。
- 体力が0になっても倒れないが、その代わり吹っ飛ばされる危険度が増す（0の場合攻撃を食らうと確実に吹っ飛ばされる）。アイテムは通常時同様使用可。また、場外へ飛ばされてしまうと漢方での復活は不可。
- 各勝負後、勝利時の通常の経験値（前衛3体のみ）・お金とは別にGP（ごっつぁんポイント）及び相撲経験値が加算される（GPと相撲経験値は勝敗に関係なし）。相撲経験値はウォッチャーの力士ランクを上げるために必要な物で、各ウォッチャーごとに加算される。GPは、貯まったポイントで金魂や高ランク武器・防具と交換できる。

## 登場キャラクター

### 人間
今作ではケータに加え、フミちゃん、シン、ナツメ、トウマ、アキノリの計6人が「ウォッチャー」と呼ばれ、自らバトルにも参戦する。プレイヤーの名前の変更は可能（苗字は固定）。

#### ウォッチャー
アキノリが提唱して結成された「妖怪探偵団」として活動している。
ケータ / 天野 景太（あまの けいた）
声 - 戸松遥
さくらニュータウンに住む小学5年生。初代妖怪ウォッチの使用者。他のウォッチャーと共に過去や未来の世界を行き来し、その過程で妖怪ウォッチエルダを獲得する。
「未来」世界では『伝説のウォッチ使い』としてその功績が（名前はハッキリと書かれなかったものの）称えられている。
前作にてUSAで知り合ったマックとのツーショット写真を自宅の部屋に飾っている。
フミちゃん / 木霊 文花（こだま ふみか）
声 - 遠藤綾
今作では、ある事が原因となってウォッチャーに加わり妖怪ウォッチエルダを獲得するが、「はじめて着けた気がしない」と言う。
敵対していた妖怪にも寛容な心を見せ、親子で行く予定だった夏の旅行を延期してでも探偵団に入りたいと言うなど活動には積極的。
シン / 下町 心（しもまち しん）
声 - 種﨑敦美
60年前の世界でさくら元町に住む少年。妖怪ウォッチエルダ零（ゼロ）を使用する。作中では、ウォッチの使用について悩むことになる。テレビ番組「ガッツ仮面」をこよなく愛する。
天野 ナツメ（あまの ナツメ）
声 - 悠木碧
30年後の世界でさくら元町に住む、ケータとフミちゃんの娘を名乗る少女。妖怪ウォッチエルダを用い、戦いに身を投じる。
しかし、『妖怪探偵団』として活動を続けていくことで、自身における重大な事実を知ることになる。
月浪 トウマ（つきなみ トウマ）
声 - 長谷川芳明
幻魔及び剣武魔神を憑依召喚できる専用のウォッチ、妖怪ウォッチオーガを用いる。
有星 アキノリ（ありほし アキノリ）
声 - 田村睦心
代々「妖術師」と呼ばれる家系を持つ。その血縁で生まれつき妖怪が見える一方、ゲーム開始時点ではウォッチは所持していない。しかし、あることがきっかけで幻獣を召喚できる専用のウォッチ、妖怪ウォッチアニマスを用いることになる。自称・妖怪探偵団のリーダー。
ふくよかな体型で楽天的なムードメーカーであるが、アニマスで幻獣を召喚するとカロリーを消費するためしばらくの間はかなりスリムになる。

#### その他の人物（NPC）
酒呑 ハルヤ（さかみ ハルヤ）
声 - 遊佐浩二
ナツメのクラスに転校してきた謎めいた少年。
人間界で"姫"と呼ばれる存在（朱夏）を探し、その復活に必要とされる5本の妖聖剣を求めている。
島之内巌流（しまのうち がんりゅう）
声 - 森川智之
ナツメのクラスの担任を務める体育教師。ハルヤが学業で四苦八苦する姿を楽しむ一方で、プライベートではハルヤの仕えとして活動を共にする。
イナホ / 未空 イナホ（みそら イナホ）
声 - 悠木碧
今作ではウォッチを失くしたらしく、バトル中ウォッチャーにアイテムを届けるなどのサポート役に徹する。
妖怪はそのまま視認でき、USAピョンとの「イナウサ不思議探偵社」の活動も精力的に行っており、妖怪探偵団をライバル視したりケータのヒキコウモリを通じて求人募集を行った。
おばば / 有星 光江（ありほし みつえ）
声 - 真山亜子
アキノリの祖母であり、妖術師である。今作ではロボニャンの力を借りながらプレイヤーのウォッチのランク上げに協力する。
香住台の香住神社に在住する。
天野 ケースケ（あまの ケースケ）
声 - 戸松遥
ナツメの弟。11歳のさくら元町第一小学校の生徒。妖怪を見ることが出来る。
姫乃 アヤメ（ひめの アヤメ）
声 - 村川梨衣
さくら元町に引っ越してきた才色兼備の美少女。本作では新元町商店街の「さくらプリンセスコンテスト」での参加者として立候補した際に、初めて探偵団らと知り合う。

### 妖怪
ウィスパー（現代）
声 - 関智一
種族はウワノソラ族。主人公達の陰で根回しをするなど活躍する。「未来」世界のウィスパーと張り合い、共に妖怪の被害に遭ったりもする。
ウィスパー（未来）
声 - 関智一
種族はウワノソラ族。オールバックの髪にタキシードを着た執事らしい姿。ナツメたち妖怪探偵団について回る。
ジバニャン（現代）
声 - 小桜エツコ
種族はモノノケ族。今作でも主人公の家に居候しており、ケータと共に行動する。
ジバニャン（未来）
声 - 黒田崇矢
種族はモノノケ族。強面で高圧的な態度を見せる一方で情に厚く、妖怪探偵団に協力して活動を続ける。
コマさん（現代）
声 - 遠藤綾
種族はオマモリ族。「現代」世界に現れたコマじろう（未来）を見て弟にそっくりと語る。コマじろうと共に、ケータ達の妖魔界見学に同行する。
コマじろう（現代）
声 - 遠藤綾
種族はオマモリ族。コマじろう（未来）のシャドウサイドに驚愕するが、自身とは同名の別人と聞いて安堵する。
コマさん（未来）
声 - 平川大輔
種族はオマモリ族。現代のコマさんとは別個体。神社の狛犬像の下敷きになり死んだ犬の妖怪。「ナビワン」は彼の分身体。
不祥事を起こす未来のコマじろうに対して叱るシーンがあるなど、現代のコマさん、コマじろうのコンビとは立場が逆転している。
コマじろう（未来）
声 - 遠藤綾
種族はオマモリ族。現代のコマじろうとは別個体。コマさんと共に神社の狛犬像の下敷きになり死んだカエルの妖怪。コマさん（未来）に叱られることも多い。
ミッチー / ミツマタノヅチ
声 - 小野坂昌也
種族はウワノソラ族。序盤にシャドウサイドの暴走状態で現代のおおもり山に来襲する。
「ミツマタマーク」を仕込むほか、ナツメを独断で「さくらプリンセスコンテスト」にエントリーしたり、ヘビ妖怪を集めて「H-1グランプリ」を開催する。
ジュニア
声 - 小桜エツコ
種族はウワノソラ族。猫のような右耳を持つ赤い球状の妖怪。
さくら元町の駄菓子屋近くで「バーニングドラゴン」に変身して現れ、怪奇案件となっていた。
USAピョン（うさピョン）
声 - 佐藤はな
種族はウワノソラ族。イナホと一緒に『イナウサ不思議探偵社』として活動している。
フユニャン
声 - 梶裕貴
種族はオマモリ族。今作では過去妖魔界のパトロールをしていたところでケータ達と合流する。
猫又
声 - 小桜エツコ
種族はモノノケ族。「過去」のさくら元町にいるマイペースなネコ妖怪。
酒呑童子（しゅてんどうじ）
声 - 遊佐浩二
酒呑ハルヤの正体である、鬼族の妖怪。妖聖剣を探す際は主人公らと対立するが、あることがきっかけで協力の姿勢を見せる。
洞潔（どうけつ）
声 - 森川智之
島之内巌流の正体であり、酒呑童子の配下兼教育係として付き添う鬼族の妖怪。妖聖剣を探す過程で主人公らと対立する一方で、妖怪の姿でも「教師として」身を投げ打ってでも主人公らを守るといった行動もする。

## 用語
妖怪
今作ではこれまでの種族分類が妖怪アーク独自のものに変更され、ゴーリキ・オンネン・モノノケ・ツクモノ・ウワノソラ・オマモリ・鬼・怪魔・イザナ・ミカドとなっている。
主に、前作から引き続き登場する「現代」世界の妖怪、ライトサイド/シャドウサイドに姿を変えられる「未来」世界の妖怪、古典妖怪を中心とした「過去」世界の妖怪が存在し、「現代」と「未来」とで同名だが姿の異なる妖怪も含んでいる。
「ともだち」になる過程が変更されたため、前作までと違いバトル中敵側妖怪に食べ物を与えることはできないが、代わりに、魂カツにおける妖怪の強化でこれらの食べ物を使用する。
前作までのレベルアップ・合成による「進化」の要素はなくなり、特性としてバトル中のシャドウサイド化やグレート化などが追加されている。
妖怪ウォッチ
妖怪ウォッチオーガ
元は「鬼眼ギア」、正式名称は「オーガ封珠鏡」。トウマが使用する。単体で幻魔を憑依召喚させる。また、妖聖剣をオーガに刺すことにより、剣舞魔神を憑依召喚することも出来る。
妖怪ウォッチエルダ
正式名称は「エルダ魔導鏡」。ケータ・ナツメ・フミちゃんが使用する。
召喚アイテムは鍵型の妖怪アーク。左右にアークを回してからかざすことで妖怪召喚、及び妖怪のサイドチェンジを行う。
妖怪ウォッチエルダ零（ゼロ）/エルダ神（ジン）
シンが使用する。エルダ神はゴッドサイド妖怪を召喚できる。
妖怪ウォッチアニマス
正式名称は「アニマス天承鏡」。アキノリが使用する。幻獣ディスクと呼ばれる三角形のディスクを使用し、幻獣を召喚する。
妖怪アーク
前作までの妖怪メダルに代わる鍵形の石板。作中では「未来」世界の妖怪はバトル開始時にライトサイドの状態で召喚される。

## 舞台
さくらニュータウン（現代）
今作のさくらニュータウンでの移動可能領域は前作よりも削減されており、立ち入りすら出来ないエリアもある。
さくら住宅街
おおもり山
本作では山奥は竹藪によって立ち入りできなくなっている。

妖魔界（過去・未来）
妖怪たちの暮らす世界。今作では「未来」の世界も含め、専用の扉に特定のアークを使うことで初めて立ち入ることが出来る。
妖魔界
魂カツや4つの世界のガシャが集まるガシャランド、閻魔宮殿、閻魔武闘会が開かれる鬼闘技場などがある。
双剣山
2つの尖った山があるエリア。山の高い位置まで主人公たちを運んでくれる「大きな鳥」などがいる。
宝剣殿
蛇や亀の像がある建物。エレベーターや階段を使い、第3層まで上ることができる。
霊剣林
竹やぶが広がっているエリア。渓流などがある。
妖獄国技館
ver1.3から登場する、妖魔界の国技館。「妖怪大相撲」が開かれており、主人公たちも参加する。

さくら元町（未来）
ナツメたちが住んでいる「未来」世界の町。
さくらぎヒルズ
住宅街を中心とするエリア。中央には主人公ナツメの家があり、東には妖怪ガシャ、南にはタプタプ池がある。
龍見川端
マンションが立ち並ぶエリア。さくらぎヒルズの南に位置する。北と南に分けられており、北には薬神駅（モデルは薬院駅）やケースケたちが通うさくら元町第一小学校、さくら元町公園などがある。南はナツメたちが通うさくら第二中学校を中心としたマップとなっている。
香住台
さくらぎヒルズから龍見川を隔てた西側にあるエリア。西側ほど標高が高くなっている。マップの北西にはアキノリの家と妖怪探偵団の事務所があり、霧立神社と繋がっている。
新元町商店街
龍見川端から龍見川を隔てた西側にある、ドーナツ屋やファミレス店、アイスクリーム店などが並ぶ商店街エリア。「さくらプリンセスコンテスト」が開かれた。
さくら元町（過去）
シンたちが住んでいる「過去」世界の町。季節は冬で、一面が雪に覆われている。龍見川を渡る出逢頭大橋があり、この橋の下には妖怪ガシャがある。また、マップの南西にはイツキが住む高城邸がある。

## 妖怪ウォッチ4++（ぷらぷら）
『妖怪ウォッチ4++』（ようかいウォッチフォーぷらぷら）は2019年12月5日に発売されたNintendo Switch及びPlayStation 4用ソフト。『4 ぼくらは同じ空を見上げている（以下『4ぼく空』）』のマイナーチェンジ版。シリーズ初のPS4対応ソフト対応。
『4ぼく空』の内容に、新モードの「ぷらぷらバスターズ」、新エリア（団々坂、釜ゆで地獄）、新妖怪・ボスなどを追加。ぷらぷらバスターズはマルチプレイに対応したモードで、最大4人までのオンライン通信協力プレイ（要Nintendo Switch OnlineもしくはPlayStation Plus加入）に対応する。Switch版はローカル通信プレイも可。
なお、PS4はNFC非搭載のため、「妖怪ウォッチ4++ アーク連動アプリ」（専用の無料スマートフォンアプリ）を使って玩具との連動を行う。
前述の通り、日本発売ソフトでも中国語との言語切り替えが可能だが、2023年8月2日より中国向けにSwitch版のダウンロード販売を開始した。

### 『4++』からの追加コンテンツ

#### 育成システム
今作では、特定条件を満たすことによって妖怪のレベル上限を99から最大120まで上げることが可能。

#### 追加マップ
さくらニュータウン
団々坂
妖魔界
妖魔界(過去)釜ゆで地獄
後述する「ぷらぷらバスターズ」が遊べるバスターズ地獄基地へと繋がっている。

#### ぷらぷらバスターズ
『4++』（『4→4++アップグレードパック』含む）から登場する新モード。なお本モードでは、通常時とレベル管理が切り離され、全妖怪がバスターズレベル1からのスタートとなる。
- とりつき：フィールド内にウォッチャーも含む様々なキャラが登場し、とりつくことで操作可能になりそのキャラの能力を使うことが出来る。バスターズ時はウォッチャーをバトルメンバーに入れることが出来ないため、この方法でのみウォッチャーを操作することになる。とりつきには時間制限があり、体力が0になるか顔の周りに表示されているタイマーが0になるととりつきは解除される。
- 舞台はこれまでの鬼時間では無く、ゲーム本編中の各地となる。
- アイテムはバスターズ中は使用できず、敵が落としたりした物を使用することになる。
- 妖怪とともだちになる方法は、通常時に準ずる（魂を集めて魂カツでともだちになる）。

### PS4版の変更点
- 解像度がswitch版より上昇
- 60fps化
- ロード時間の短縮
- 処理落ちの修正

## タイアップ
作中のストーリーに、レベルファイブ制作の福岡県大牟田市公式マスコット・ジャー坊や、『ゲゲゲの鬼太郎』より鬼太郎・目玉おやじが登場する。

## 連動機能

### 玩具との連動
今作より「NEO 妖怪YCチップ」規格のNFC連動のみとなっている。
DX妖怪ウォッチエルダ
DX YSPウォッチ
下記の妖怪アークや妖怪Yメダルで遊んでからゲームに連動させると「ともだちボーナス」として入手できるアイテムが増える。
妖怪アーク・DX妖怪アークシリーズ
DX妖聖剣シリーズ
幻獣ディスク（DX妖怪ウォッチアニマス付属）
妖怪Yメダル（一部）
ガシャコイン、けいけんち玉、装備などのアイテムを入手できたり、特別な妖怪が出現する。
DX妖聖剣シリーズおよびDX妖怪アークシリーズ、幻獣ディスク、妖怪Yメダルの★5以上は、一日一回だが繰り返し連動が可能。

## 主題歌

### オープニングテーマ
「ゲラゲラポーのうた」（ぼく空）
作詞 - motsu / 作曲・編曲 - 菊谷知樹 / 歌 - HardBirds（岡本幸太・三嶋楓）
「溶解ウォッチ」（4++）
作詞・作曲・編曲 - ナユタン星人 / 歌 - 莉犬×るぅと

### エンディングテーマ
「ようかい体操第一」
作詞 - ラッキィ池田 & 高木貴司 / 作曲 - 菊谷知樹 / 編曲 - 日比野裕史 / 歌 - alom（寺田真奈美・小室さやか）

### 挿入曲
「ダン・ダン ドゥビ・ズバー!」
作詞 - motsu & 高木貴司 / 作曲・編曲 - 菊谷知樹
「ジャー坊のテーマ!2018」
作詞 - Yourin / 作曲 - 長友仍世 infix / 編曲 - 佐藤晃 infix/ 歌 - infixと渡辺あゆ香＆大牟田ラブ合唱隊